# Hoher Tenn
Hoher Tenn är ett berg i Österrike.   Det ligger i distriktet Zell am See och förbundslandet Salzburg, i den centrala delen av landet, 300 km väster om huvudstaden Wien. Toppen på Hoher Tenn är 3 368 meter över havet, eller 352 meter över den omgivande terrängen. Bredden vid basen är 2,6 km.
Terrängen runt Hoher Tenn är huvudsakligen mycket bergig. Närmaste större samhälle är Bruck an der Großglocknerstraße, 12,6 km norr om Hoher Tenn. 
I omgivningarna runt Hoher Tenn växer i huvudsak blandskog. Runt Hoher Tenn är det ganska glesbefolkat, med 34 invånare per kvadratkilometer.